# Gu Xiaoli
Dans ce nom chinois, le nom de famille, Gu, précède le nom personnel.
Pour les articles homonymes, voir Gu.
Gu Xiaoli (chinois : 顧曉黎), née le 28 mars 1971 à Pulandian (Chine), est une ancienne rameuse chinoise. Elle est médaillée de bronze aux Jeux de 1992.

## Carrière
Aux Jeux de 1992, Gu remporte une médaille de bronze en deux de couple avec Lu Huali et termine 7e du quatre de couple. À Atlanta 1996, elle est membre de l'équipe en quatre de couple chinois qui termine 5e de la finale.

## Palmarès

### Jeux olympiques
- Jeux olympiques d'été de 1992 à Barcelone ( Espagne) :
  -  médaille de bronze en deux de couple

### Championnats du monde
- Championnats du monde 1993 à Račice ( Tchéquie) :
  -  médaille d'or en quatre de couple